# Simulium bogusium
Simulium bogusium är en tvåvingeart som beskrevs av Craig 1997. Simulium bogusium ingår i släktet Simulium och familjen knott. Inga underarter finns listade i Catalogue of Life.